# Книга правил
Книга правил (полное название: «Книга правил святых апостол, святых соборов вселенских и поместных и святых отец») — официальный сборник общецерковных канонов (правил), составляющих канон Православной церкви, основной источник канонического права Русской православной церкви, фундамент действующего церковного права РПЦ. Впервые издан Святейшим синодом в 1839 году в русском переводе, несколько стилизованном под церковнославянский, с целью замены в значительной мере устаревшей Кормчей книги.

## История
До издания этого сборника в славянских церквах каноны были известны благодаря их переводам в разных редакциях Кормчей книги. Недостатками печатной Кормчей, которая использовалась в Русской церкви, включали далёкий от совершенства перевод текста, устаревание и выход из употребления большей части включённых в её состав ней нормативных актов, таких как законы византийских императоров. Ко времени составления Книги правил Номоканоны и Кормчие, из которых извлекаются законы церковного права, в целом перестали быть действующими источниками церковного права.
Вопрос об издании церковных канонов был поставлен в связи с подготовкой Свода законов Российской империи. По мнению М. М. Сперанского, Кормчая книга должна была быть включена в этот свод. Однако по настоянию митрополита Московского и Коломенского Филарета (Дроздова) церковные каноны были выпущены отдельным изданием.
Книга правил была опубликована в 1839 году Святейшим синодом взамен Кормчей. Работа над изданием продолжалась в 1836—1839 годах в связи с подготовкой российского Свода законов. До революции Книгу правил издавала только синодальная типография, официальное издательство Русской церкви.
Ещё с конца XIX века в церковной публицистике высказываются предложения об исправлении Книги правил или новом переводе, однако до настоящего времени пересмотр сборника не был осуществлён.
Среди источников ныне действующего права РПЦ первое место по своей авторитетности занимает канонический кодекс Вселенской Православной церкви — Правила святых апостолов, соборов и отцов Церкви, включённые в состав греческого «Пидалиона», Афинской синтагмы и в славяно-русской Книги правил. Согласно православной позиции, эти правила не могут быть отменены по крайней мере властью Поместной церкви. За канонами по важности следует Устав РПЦ, определения и постановления поместных и архиерейских соборов.

## Состав
Как правило, законы церковного права входят в состав всех сборников церковного права в качестве их основной части. В составе Книги правил они издаются отдельно. При подготовке издания использовались как уже имеющиеся славянские переводы канонов XVII—XVIII веков, так и греческие рукописи, отобранные митрополитом Филаретом. Окончательный текст сверялся с греческим церковно-каноническим сборником «Пидалион» в издании 1800 года. В первом издании Книги правил параллельно со славянским текстом был приведён греческий оригинал, однако в последующих изданиях он не воспроизводился. В отличие от Кормчей книги, Книга правил не содержит канонических толкований.
Книга правил предваряется Никео-Цареградским Символом веры (Символами веры Первого и Второго Вселенских соборов), догматами Четвёртого Вселенского собора о двух природах Христа, Шестого Вселенского собора о двух волях во Христе, Седьмого Вселенского собора об иконопочитании. Книга правил содержит Правила святых апостолов, каноны I—IV, Пято-Шестого (Трулльского) и Седьмого Вселенских соборов, десяти авторизованных вселенскими поместных соборов III—V веков и некоторые правила отцов церкви III—VIII веков, указанные Трулльским собором.
Первое издание Книги правил включало греческий текст канонов, последующие обычно содержали только перевод. Каноны группируются тематически, но, начиная со второго издания 1843 года, сборник снабжён алфавитным предметным указателем, облегчающем поиск канонов на определённую тему.
К преимуществам сборника в сравнении с его предшественниками принадлежит его состав: каноны воспроизведены полностью и отделяются от разнородного правового текста, имевшего либо меньшую авторитетность, либо утратившего силу, который в большом объём имеется в Кормчей. Текст переведён не на русский, а на модернизированный славянский язык, что обусловлено стремлением издателей в наибольшей мере сохранить содержание древнегреческого оригинала. Синтаксис церковнославянского языка в тексте калькирует греческий, что позволяет осуществлять переводы с греческого на славянский и почти целиком сохранять порядок слов, чем, согласно издателям, гарантируется большая точность перевода. В тех частях текста, где соответствующие греческим славянские слова существенно отличаются от русских и являются трудными для восприятия, употреблены русские слова, которым дано церковнославянское грамматическое оформление.
К текстологическим недостаткам канонисты относили имеющие место прямые ошибки в переводе некоторых греческих терминов. Так, по мнению А. С. Павлова (1902), «в первых трех изданиях допущена была одна даже очень важная ошибка, именно: греческое слово ἐξαδέλφη, употребленное в 54-м правиле VI Вселенского (Трулльского) Собора и означающее на юридическом языке греков „двоюродная сестра“ (лат. consorbina), переведено было как „племянница“, отчего в соборном каноне получалась очевидная несообразность: брак в свойстве запрещался до 4-й степени включительно (именно в комбинации: два брата не могут жениться на двух сестрах), тогда как в родстве кровном запрещение браков доводилось только до 3-й степени. Теперь эта ошибка исправлена, но остаются другие, хотя не столь важные, но требующие исправления». Помимо этого, видимо, по причине не вполне чёткого представления переводчика о государственно-административном делении Римской империи и территориальном делении древней Христианской церкви не во всех случаях верно переведены слова греч. παροικία и ἐπαρχία. В правилах παροικία почти всегда относится к епископии (в современном русском языке — епархия), тогда как ἐπαρχία обозначает митрополичий округ. Книга правил первое слово часто неверно переводит как «приход», второе — как «епархия».
Синодальные издания Книги правил в отличие от греческих Пидалиона, Афинской синтагмы и славянской Кормчей книги не дают классических толкований этих правил. В конце XIX века каноны, включённые в Книгу правил, по благословению Святейшего синода издало в нескольких выпусках «Общество любителей духовного просвещения», включив толкования Аристина, Иоанна Зонары и Феодора IV Вальсамона. Эти издания не носят название Книга правил и не рассматривались в качестве официального собрания канонов.

## Издания
- Правила святых апостолов, святых Соборов Вселенских и поместных и святых отцов Архивная копия от 25 мая 2018 на Wayback Machine (церк.-слав. КНИ́ГА ПРА́ВИЛЪ СВѦТЫ́ХЪ АПО́СТОЛԜВЪ, СВѦТЫ́ХЪ СОБО́РԜВЪ ВСЕЛЕ́НСКИХЪ И ПОМҌ́СТНЫХЪ, И СВѦТЫ́ХЪ Ѻ҆ТЕ́ЦЪ). — Издание Свято-Троицкой Сергиевой Лавры, 1992. Репринтное воспроизведение издания 1893 года.